# آل حسين علي

تعديل مصدري - تعديل

آل حسين علي هي إحدى قرى عزلة  الوضيع بمديرية الوضيع التابعة لمحافظة أبين، بلغ تعداد سكانها 136 نسمة حسب تعداد اليمن لعام 2004.